# Grand Prix moto du Portugal 2004
Onzième épreuve du championnat du monde de vitesse moto 2004, le Grand Prix moto du Portugal 2004, est disputé sur le circuit d'Estoril, du vendredi 3 au dimanche 5 septembre 2004.
C'est la sixième édition du Grand Prix moto du Portugal.

## Classement final des MotoGP
| Pos. | Pilote            | Constructeur | Temps/Écart     | Grille | Points |
| ---- | ----------------- | ------------ | --------------- | ------ | ------ |
| 1    | Valentino Rossi   | Yamaha       | 46 min 34 s 911 | 2      | 25     |
| 2    | Makoto Tamada     | Honda        | +5 s 111        | 1      | 20     |
| 3    | Alex Barros       | Honda        | +8 s 157        | 5      | 16     |
| 4    | Sete Gibernau     | Honda        | +8 s 312        | 3      | 13     |
| 5    | Carlos Checa      | Yamaha       | +17 s 966       | 10     | 11     |
| 6    | John Hopkins      | Suzuki       | +18 s 631       | 6      | 10     |
| 7    | Loris Capirossi   | Ducati       | +23 s 670       | 11     | 9      |
| 8    | Troy Bayliss      | Ducati       | +25 s 126       | 13     | 8      |
| 9    | Colin Edwards     | Honda        | +25 s 611       | 8      | 7      |
| 10   | Norifumi Abe      | Yamaha       | +26 s 727       | 14     | 6      |
| 11   | Shinya Nakano     | Kawasaki     | +44 s 704       | 12     | 5      |
| 12   | Jeremy McWilliams | Aprilia      | +50 s 511       | 16     | 4      |
| 13   | Alex Hoffman      | Kawasaki     | +54 s 372       | 17     | 3      |
| 14   | Kenny Roberts Jr  | Suzuki       | +59 s 518       | 9      | 2      |
| 15   | Nobuatsu Aoki     | Proton       | +1 min 32 s 853 | 20     | 1      |
| 16   | James Ellison     | Harris WCM   | +1 tour         | 21     |        |
| Abd. | Marco Melandri    | Yamaha       | Abandon         | 7      |        |
| Abd. | Michel Fabrizio   | Aprilia      | Abandon         | 19     |        |
| Abd. | Neil Hodgson      | Ducati       | Abandon         | 15     |        |
| Abd. | Ruben Xaus        | Ducati       | Abandon         | 18     |        |
| Abd. | Max Biaggi        | Honda        | Abandon         | 4      |        |

## Classement final 250 cm3
| Pos  | Pilote           | Constructeur | Temps/Écart     | Grille | Points |
| ---- | ---------------- | ------------ | --------------- | ------ | ------ |
| 1    | Toni Elías       | Honda        | 44 min 23 s 399 | 3      | 25     |
| 2    | Sebastian Porto  | Aprilia      | +0 s 323        | 2      | 20     |
| 3    | Randy de Puniet  | Aprilia      | +9 s 918        | 4      | 16     |
| 4    | Daniel Pedrosa   | Honda        | +9 s 935        | 1      | 13     |
| 5    | Alex De Angelis  | Aprilia      | +21 s 441       | 5      | 11     |
| 6    | Anthony West     | Aprilia      | +27 s 638       | 11     | 10     |
| 7    | Manuel Poggiali  | Aprilia      | +27 s 866       | 8      | 9      |
| 8    | Alex Debón       | Honda        | +34 s 673       | 7      | 8      |
| 9    | Hiroshi Aoyama   | Honda        | +45 s 923       | 9      | 7      |
| 10   | Roberto Rolfo    | Honda        | +54 s 238       | 14     | 6      |
| 11   | Héctor Faubel    | Aprilia      | +58 s 751       | 19     | 5      |
| 12   | Franco Battaini  | Aprilia      | +59 s 123       | 10     | 4      |
| 13   | Éric Bataille    | Honda        | +1 min 11 s 620 | 27     | 3      |
| 14   | Jakub Smrž       | Honda        | +1 min 11 s 785 | 21     | 2      |
| 15   | Dirk Heidolf     | Aprilia      | +1 min 12 s 305 | 17     | 1      |
| 16   | Chaz Davies      | Aprilia      | +1 min 14 s 925 | 16     |        |
| 17   | Taro Sekiguchi   | Yamaha       | +1 min 14 s 982 | 24     |        |
| 18   | Joan Olive       | Aprilia      | +1 min 22 s 255 | 18     |        |
| 19   | Hugo Marchand    | Aprilia      | +1 min 25 s 071 | 20     |        |
| 20   | Johann Stigefelt | Aprilia      | +1 min 26 s 573 | 23     |        |
| 21   | Erwan Nigon      | Yamaha       | +1 min 28 s 740 | 22     |        |
| 22   | Grégory Leblanc  | Aprilia      | +1 tour         | 26     |        |
| 23   | Klaus Nohles     | Aprilia      | +1 tour         | 28     |        |
| Abd. | Arnaud Vincent   | Aprilia      | Abandon         | 25     |        |
| Abd. | Naoki Matsudo    | Yamaha       | Abandon         | 13     |        |
| Abd. | Alex Baldolini   | Aprilia      | Abandon         | 12     |        |
| Abd. | Fonsi Nieto      | Aprilia      | Abandon         | 6      |        |
| Abd. | Radomil Rous     | Aprilia      | Abandon         | 29     |        |
| Abd. | Sylvain Guintoli | Aprilia      | Abandon         | 15     |        |

## Classement final 125 cm3
| Pos  | Pilote            | Constructeur | Temps/Écart     | Grille | Points |
| ---- | ----------------- | ------------ | --------------- | ------ | ------ |
| 1    | Héctor Barberá    | Aprilia      | 41 min 01 s 272 | 10     | 25     |
| 2    | Mika Kallio       | KTM          | +0 s 151        | 9      | 20     |
| 3    | Jorge Lorenzo     | Derbi        | +8 s 824        | 7      | 16     |
| 4    | Pablo Nieto       | Aprilia      | +8 s 888        | 11     | 13     |
| 5    | Álvaro Bautista   | Aprilia      | +9 s 666        | 16     | 11     |
| 6    | Marco Simoncelli  | Aprilia      | +10 s 347       | 5      | 10     |
| 7    | Gabor Talmacsi    | Malaguti     | +11 s 919       | 15     | 9      |
| 8    | Lukas Pesek       | Honda        | +11 s 962       | 13     | 8      |
| 9    | Roberto Locatelli | Aprilia      | +19 s 186       | 4      | 7      |
| 10   | Stefano Perugini  | Gilera       | +19 s 548       | 14     | 6      |
| 11   | Mike Di Meglio    | Aprilia      | +26 s 981       | 23     | 5      |
| 12   | Fabrizio Lai      | Gilera       | +31 s 708       | 12     | 4      |
| 13   | Sergio Gadea      | Aprilia      | +32 s 492       | 20     | 3      |
| 14   | Dario Giuseppetti | Honda        | +32 s 896       | 26     | 2      |
| 15   | Gino Borsoi       | Aprilia      | +34 s 820       | 19     | 1      |
| 16   | Thomas Lüthi      | Honda        | +34 s 845       | 21     |        |
| 17   | Mattia Pasini     | Aprilia      | +58 s 409       | 18     |        |
| 18   | Vesa Kallio       | Aprilia      | +1 min 00 s 159 | 27     |        |
| 19   | Lorenzo Zanetti   | Honda        | +1 min 26 s 362 | 29     |        |
| 20   | Jordi Carchano    | Aprilia      | +1 min 26 s 498 | 31     |        |
| 21   | Raymond Schouten  | Honda        | +1 min 36 s 654 | 32     |        |
| 22   | Manuel Manna      | Malaguti     | +1 min 36 s 716 | 30     |        |
| 23   | Manuel Hernandez  | Aprilia      | +1 tour         | 33     |        |
| 24   | Marketa Janakova  | Honda        | +1 tour         | 34     |        |
| Abd. | Andrea Ballerini  | Aprilia      | Abandon         | 22     |        |
| Abd. | Mirko Giansanti   | Aprilia      | Abandon         | 6      |        |
| Abd. | Simone Corsi      | Honda        | Abandon         | 2      |        |
| Abd. | Robbin Harms      | Honda        | Abandon         | 25     |        |
| Abd. | Casey Stoner      | KTM          | Abandon         | 3      |        |
| Abd. | Andrea Dovizioso  | Honda        | Abandon         | 1      |        |
| Abd. | Ángel Rodríguez   | Derbi        | Abandon         | 17     |        |
| Abd. | Gioele Pellino    | Aprilia      | Abandon         | 28     |        |
| Abd. | Imre Tóth         | Aprilia      | Abandon         | 24     |        |
| Abd. | Steve Jenkner     | Aprilia      | Abandon         | 8      |        |